# Wadi al-Nasara

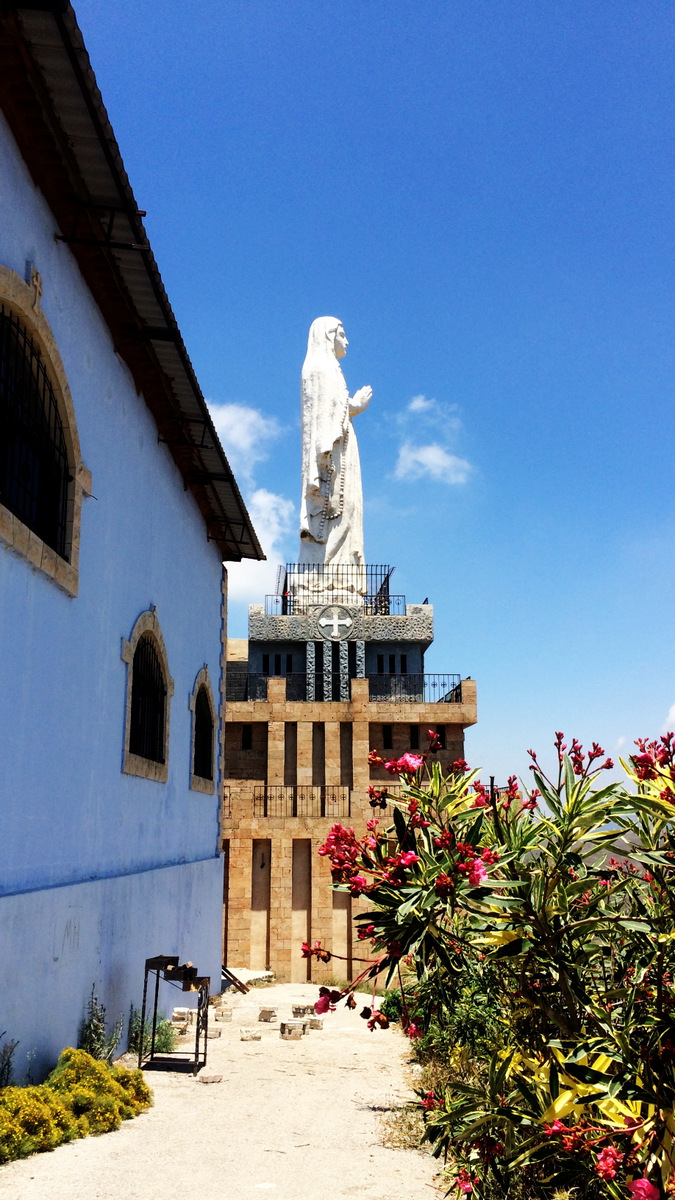
Madonnaskulptur i Wadi al-Nasara.

Wadi al-Nasara (arabiska : وادي النصارى / grekiska Κοιλάδα των Χριστιανών, Koiláda ton Christianón, De kristnas dal) är ett syriskt område med flera byar beläget i västra delen av provinsen Homs. Det anses vara ett av de vackraste turistområdena i Syrien. De flesta av befolkningen i området är östortodoxa kristna.